# 平頭龍屬
平頭龍屬（屬名：Homalocephale）屬於厚头龙科，生存於晚白堊紀的蒙古，約8000萬年前。平頭龍是種草食性恐龍，身長約1.8公尺。平頭龍由Teresa Maryańska與Halszka Osmólska在1974年命名。模式種是籃尾平頭龍（H. calathocercos），屬名在希臘文的意思為「平坦的頭部」。根據2010年的最新研究，平頭龍可能是傾頭龍的一個次異名。

## 敘述
平頭龍與其他的厚頭龍類不同，牠們的頭顱骨平坦、呈楔形。顱頂相當厚，可能用來在戰鬥或抵抗掠食動物時緩衝撞擊。平頭龍也因牠們寬廣的臀部著名，使得有些古生物學家認為寬廣臀部是用來直接生下幼體，其他科學家則認為它們是用來緩衝撞擊。平頭龍擁有長腿，顯示牠們能以快速奔跑。
模式種是H. calathocercos，是根據一個不完整的頭顱骨，與顱後的骨骼所命名。該標本具有大型的上顳孔（Supratemporal fenestrae）、一個明顯的額頂縫（Frontoparietal suture）、位置低且長的下顳孔（Infratemporal fenestrae）、以及大而圓形的眼窩。鱗骨背側的裝飾物呈圓形，而後側與側面的裝飾物呈結狀。該標本被認為是個成年個體，但頭部骨頭的縫卻是分開的，頭部平坦，這些是許多厚頭龍類的未成年特徵。
在2010年，尼克·朗里奇（Nick Longrich ）等人提出顱頂平坦的厚頭龍類，其實是圓顱頂的厚頭龍類的幼年個體。稍早在2009年，也有類似的研究發現。尼克·朗里奇等人提出，平頭龍其實是傾頭龍的幼年個體或亞成年個體。

## 大眾文化
平頭龍出現在維旺迪環球（Vivendi Universal）的電玩遊戲《侏儸紀公園：基因計劃》（Jurassic Park: Operation Genesis）。

## 外部連結
- https://web.archive.org/web/20061006225059/http://www.dino-nakasato.org/en/special97/Homa-e.html
- https://web.archive.org/web/20070518001124/http://www.leute.server.de/frankmuster/H/Homalocephale.htm